# Малхи, Эсперанса
Эсперанса Малхи (тур. Esperanza Malchi, ум. 1 апреля 1600) — османская деловая женщина еврейского происхождения. Она была влиятельной фавориткой и кирой (бизнес-агентом) валиде-султан Сафие.

## Биография

### Ранняя биография
Эсперанса Малхи, по некоторым сообщениям, происходила из Италии. Она была замужем за еврейским торговцем и имела по меньшей мере трёх сыновей.
Из-за изоляции женщин гарема султана от мужчин и внешнего мира, мужчины-торговцы не допускались в гарем, и сложился обычай, когда их жёны входили в гарем в качестве посредников, демонстрируя товары потенциальным покупательницам. Эти женщины часто были еврейками, которые, будучи немусульманками, не подвергались такой же гендерной сегрегации, как мусульманские женщины, и поэтому могли выступать в качестве посредников женщин гарема и в некоторых других областях. Подобный путь, по всей видимости, прошла и Эсперанса Малхи.
Из-за того, что несколько кир, как правило, работало одновременно в султанском гареме, и из-за того, что они их имена редко записывались в документах (обычно они упоминались как просто киры или киры-еврейки), крайне трудно идентифицировать отдельных кир и отделить их друг от друга. Эсперансу Малхи, в частности, часто путали с Эстер Хандали, которая занимала сходную с ней позицию при гареме и была активна в то же время, что и Эсперанса Малхи. Когда она впервые появилась в гареме, неизвестно, но период её деятельности пересекается со временем активности Эстер Хандали, которая работала у Нурбану-султан, матери султана Мурада III. Однако Эсперанса Малхи трудилась у невестки Нурбану-султан, Сафие, жены Мурада III и матери султана Мехмеда III.

### Кира Сафие-султан
Эсперанса Малхи занимала такое же привилегированное положение у Сафие-султан, какое раньше имела Эстер Хандали у Нурбану-султан. Эсперанса Малхи, что было обычным для киры, стала доверенным лицом Сафие-султан, а её задачи вскоре расширились от посредничества в приобретении товаров до посредничества в других денежных операциях, а затем и до решения других вопросов, касавшихся отношений Сафие-султан со внешним миром. Когда та стала носить титул валиде-султан, матери и советника правящего султана (1595—1603), собственное влияние Эсперансы Малхи достигло своего апогея. Ей была доверена политическая и дипломатическая переписка между Сафие-султан и иностранными державами. В случае с Эсперансой Малхи её положение фаворитки Сафие-султан, по слухам, было следствием любовных отношений между двумя женщинами, которые были описаны английским послом при османском дворе.
По имеющимся сведениям, Эсперанса Малхи пыталась склонить Сафие (а через неё и султана) к политике, направленной против Венецианской республики, что послужило причиной её вражды с венецианской шпионкой Беатрис Михиль, которая имела противоположное намерение: обе женщины однажды вступили в открытый конфликт перед Сафие-султан. Эсперанса Малхи даже выступала посредником между Сафие и королевой Англии Елизаветой I, которой писала от имени своей госпожи.

### Смерть
Положение Эсперансы Малхи стало причиной всеобщего недовольства. Её влияние на мать султана, а через неё и на самого султана, и на политику Османской империи вызывало негодование, равно как и её могущественная роль в экономических делах двора. Весной 1600 года сипахи подняли восстание из-за обесценивания местной валюты. Эсперанса Малхи стала объектом их недовольства, и мятежники успешно потребовали от султана, чтобы он выдал её им. 1 апреля Эсперанса Малки была перехвачена и убита около дома Халиля-паши, каймакама Константинополя, вместе со своим старшим сыном, в то время как её второй сын бежал, а младший принял ислам. Её убийство было воспринято как тяжёлый удар по еврейской общине столицы Османской империи.